# Avant-lès-Marcilly
Avant-lès-Marcilly é uma comuna francesa na região administrativa de Grande Leste, no departamento de Aube. Estende-se por uma área de 27,62 km². Em 2010 a comuna tinha 516 habitantes (densidade: 18,7 hab./km²).